# 모스크바 공감

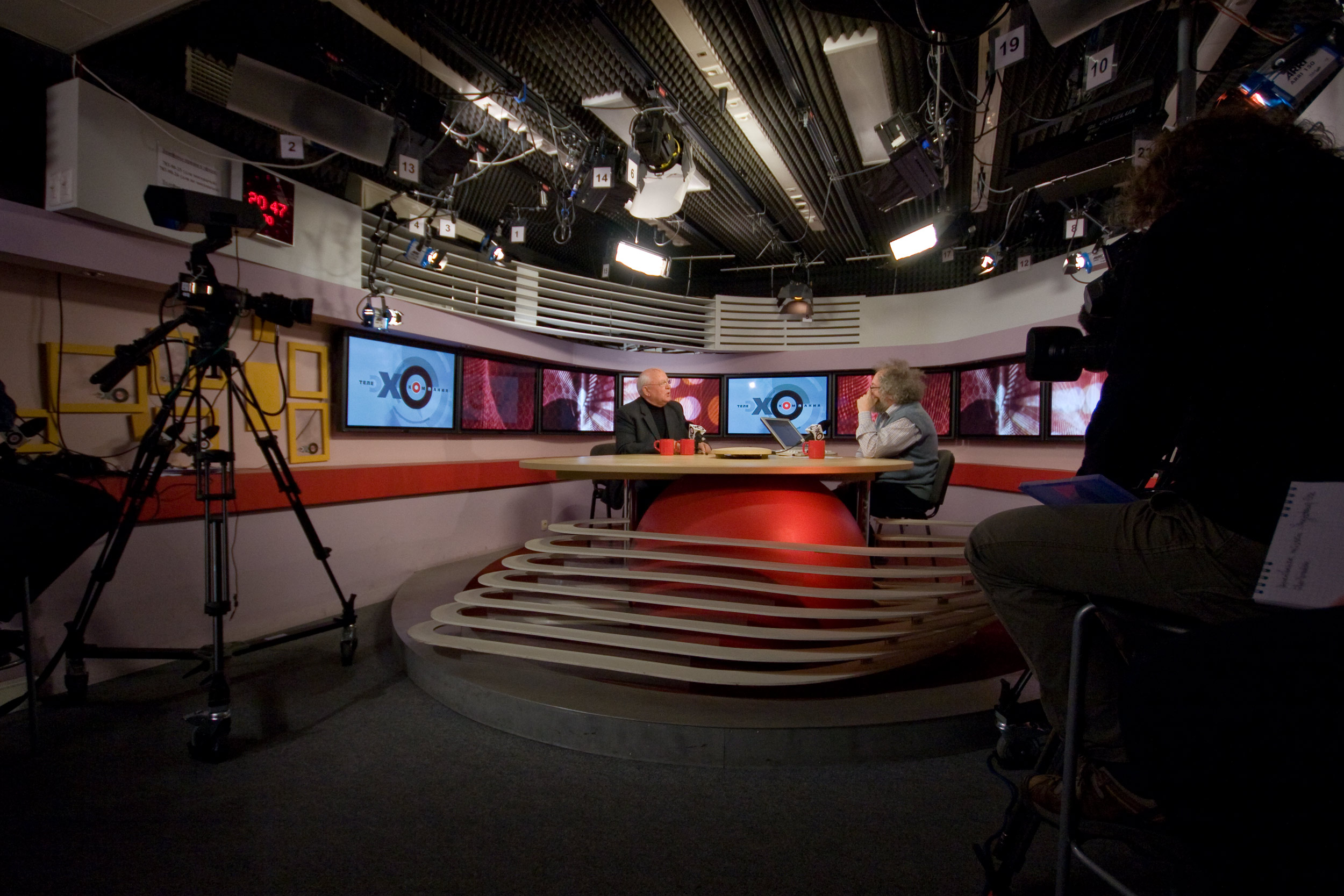

모스크바 공감(러시아어: Эхо Москвы 예호 모스크비[*])은 모스크바에 위치한 러시아 라디오 방송국이다. 1990년 8월 22일에 설립된 이후에 러시아 내 많은 도시들에 방송하고 있으며, 그 중에는 옛 소련 공화국들도 포함된다. (각국 라디오 방송국과의 제휴를 통하는 방법을 사용한다.) 인터넷으로도 청취가능하며, "러시아에 존재하는 자유 미디어의 최후 보루"라는 평가를 받는다. 주파수는 FM 91.2Mhz이다.
방송 내용 중 상당수는 사회적 정잼이나 정치적 쟁점에 대한 뉴스 혹은 토크쇼이며 다양한 관점을 표현하려고 노력하는 것이 특징이다. 현재 수석 편집장은 알렉세이 베네딕토프이다.